# Georges Passerieu
Georges Passerieu (Islington-Londen, 11 oktober 1885 - Épinay-sur-Orge, 15 mei 1928) was een Franse wielrenner.

## Biografie
Passerieu was profwielrenner van 1906 tot 1914. Hij gold als een van de beste wegrenners van zijn tijd. Hij nam zes keer deel aan de Ronde van Frankrijk en behaalde hierin zeven etappeoverwinningen. Hij haalde drie keer de eindstreep in Parijs. Zijn beste prestatie in het eindklassement was in 1906 toen hij 2e werd. In 1907 werd hij 4e en in 1908 5e.
In het peloton had hij de bijnaam "l’Anglais de Paris" (de Engelsman van Parijs).

## Overwinningen en andere ereplaatsen
1905
- 1e bij het Nationaal Kampioenschap op de baan, halve fond, amateurs

1906
- 1e in de 6e etappe Ronde van Frankrijk
- 1e in de 12e etappe Ronde van Frankrijk
- 2e in het eindklassement Ronde van Frankrijk
- 2e in Parijs-Tourcoing

1907
- 1e in Parijs-Roubaix
- 1e in de 6e etappe Ronde van Frankrijk
- 1e in de 14e etappe Ronde van Frankrijk
- 4e in het eindklassement Ronde van Frankrijk
- 1e in Parijs-Tours

1908
- 6e in Parijs-Roubaix
- 4e in Bordeaux-Parijs
- 2e in Parijs-Reims
- 1e in de 1e etappe Ronde van Frankrijk
- 1e in de 5e etappe Ronde van Frankrijk
- 1e in de 13e etappe Ronde van Frankrijk
- 3e in het eindklassement Ronde van Frankrijk

1909
- 1e in Parijs-Dijon

1911
- 2e in Parijs-Le Mans
- 6e in Parijs-Roubaix

1913
- 2e in Parijs-Tours
- 4e in Bordeaux-Parijs

## Resultaten in voornaamste wedstrijden
| Jaar | Ronde van Italië | Ronde van Frankrijk | Ronde van Spanje |
| ---- | ---------------- | ------------------- | ---------------- |
| 1906 |                  | ↑ (2)               |                  |
| 1907 |                  | 4e (2)              |                  |
| 1908 |                  | ↑ (3)               |                  |
| 1909 |                  |                     |                  |
| 1911 |                  | opgave              |                  |
| 1912 |                  | opgave              |                  |
| 1913 |                  | opgave              |                  |

| Jaar | Milaan-San Remo | Parijs-Roubaix | Parijs-Tours |
| ---- | --------------- | -------------- | ------------ |
| 1906 |                 | 7e             |              |
| 1907 |                 | ↑              | Goud         |
| 1908 |                 | 6e             |              |
| 1909 | 20e             |                |              |
| 1911 |                 | 6e             | 14e          |
| 1912 |                 | 21e            |              |
| 1913 |                 | 8e             | Zilver       |

- Bibliothèque nationale de France: cb14921179g (data)
- Virtual International Authority File: 316442125